# Rosa laxa
Rosa laxa là loài thực vật có hoa trong họ Hoa hồng. Loài này được Retz. miêu tả khoa học đầu tiên năm 1803.

## Hình ảnh

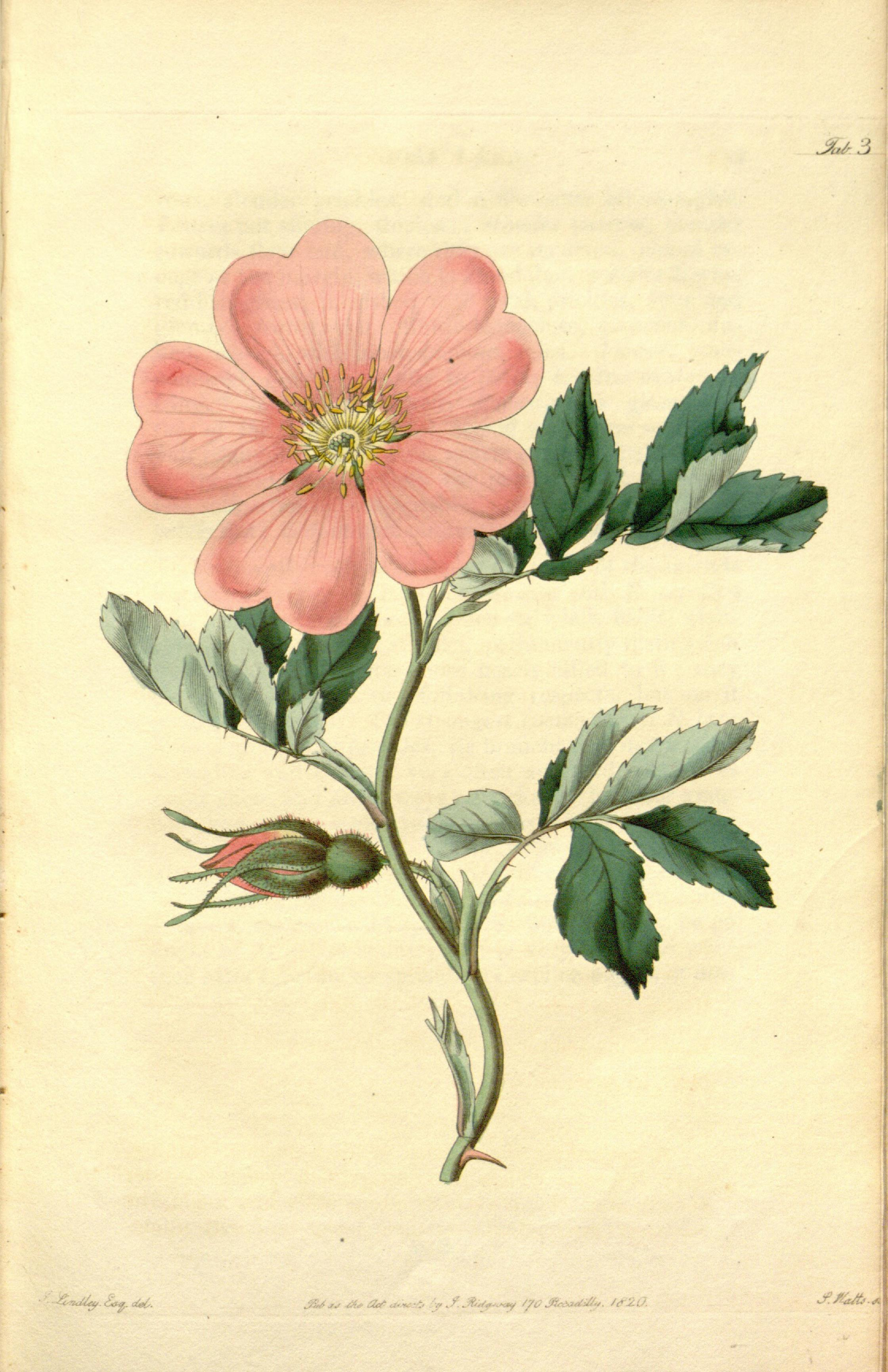